# Rudolf Augstein
Rudolf Augstein (ur. 5 listopada 1923 w Hanowerze, zm. 7 listopada 2002 w Hamburgu) – niemiecki publicysta.
W 1947 roku założył hamburski tygodnik polityczny „Der Spiegel” i kierował nim aż do śmierci. Był również jego wydawcą.
Urodził się w rodzinie katolickiej, lecz w roku 1968 wystąpił z Kościoła. Zmarł 7 listopada 2002 w Hamburgu a tydzień później pochowano go na ewangelickim cmentarzu w miejscowości Keitum na wyspie Sylt.